# アルフレート・ドンペルト
アルフレート・ドンペルト（Alfred Dompert、1914年12月24日 - 1991年8月11日）は、ドイツの陸上競技選手である。彼は、1936年に開催されたベルリンオリンピックの男子3000メートル障害で銅メダルを獲得した。

## 経歴
ベルリンオリンピックの男子3000メートル障害は、28人の選手が出場して1936年8月3日に予選、8月8日に決勝という日程で実施された。選手たちは3つの組に分けられて予選を戦い、各組上位3選手が決勝に進むことになっていた。ドンペルトは予選1組で9分27秒2の記録を出してこの組の1位となり、決勝に挑むことになった。同時に彼の記録は、予選全選手中でも1番良い成績でもあった。
決勝では、9分7秒02の生涯最高となる記録を出したものの、フィンランド代表で前回ロサンゼルスオリンピックで同種目を制覇したボルマリ・イソ＝ホロ（9分3秒08、当時の世界新記録）と同じくフィンランド代表のカーロ・トゥオミネン（9分6秒8）を上回ることはできず、銅メダルを獲得した。